# Carl Tägert
Carl Tägert, auch Karl Taegert (* 29. Oktober 1869 in Köslin; † 1946) war ein deutscher Konteradmiral der Kaiserlichen Marine.

## Leben

### Herkunft
Carl Tägert war Vater des späteren Privatrechtlers und Oberleutnant zur See Hans Tägert. Sein jüngerer Bruder Wilhelm wurde später auch Marineoffizier.

### Militärische Laufbahn
Carl Tägert trat am 13. April 1888 in die Kaiserliche Marine ein und diente als Kadett und Seekadett auf der Niobe und Deutschland. Von 1894 an war er für drei Jahre als Wachoffizier auf der Cormoran, welche zu dieser Zeit u. a. im Indischen Ozean eingesetzt wurde. Es folgte bis 1899 sein Einsatz als Torpedobootskommandant. Er wurde Admiralstabsoffizier des Kreuzergeschwaders auf der Hansa, kam dann in den Admiralstab nach Berlin und war Erster Offizier auf der Preußen. Von Februar 1910 bis November 1911 war er Kommandant der Nürnberg und wurde in dieser Position am 11. November 1911 zum Kapitän zur See befördert. Später wurde er Kommandeur der II. Werftdivision. Von September bis November 1914 war er Führer des Trosses bei der 1. Marine-Division in Flandern und dann dort bis Februar 1915 Kommandeur des 1. Matrosen-Regiments. Von Februar 1915 bis August 1915 war er Kommandeur des 2. Matrosen-Artillerie-Regiments. Anschließend war er bis Mai 1917 Kommandeur der 2. Marine-Brigade. Später wurde er bis zu seinem Ausscheiden Verbindungsoffizier für die Marine beim Oberkommando der 4. Armee. Zum 30. Januar 1919 wurde er aus der Marine verabschiedet.
Am 30. August 1919 erhielt er den Charakter als Konteradmiral verliehen.
Nach dem Krieg war er in Essen als Zivilist tätig.

## Werke (Auswahl)
- Das Kriegsgerichtsverfahren gegen Admiral Byng und seine Vorgeschichte. Marine-Rundschau, Band 38, 1933, Heft 2, S. 68–73.
- Die englischen Marinemeutereien im Jahre 1797. Marine-Rundschau, Band 45, Seite 70.
- Der Freiheitskampf zur See 1939–1940. Mittler, Berlin, 1940.